# Agent transferowy
Agent transferowy – podmiot świadczący outsourcingowe usługi księgowe na rzecz towarzystw funduszy inwestycyjnych (TFI), powszechnych towarzystw emerytalnych i pracowniczych towarzystw emerytalnych (PTE), a także towarzystw ubezpieczeniowych w zakresie obsługi: funduszy inwestycyjnych, otwartych funduszy emerytalnych (OFE).

## Charakterystyka i zadania
Nie każdy fundusz zleca te usługi do agenta transferowego (zależy to w znacznym stopniu od wielkości instytucji i potrzebie zlecenia zadań na zewnątrz, w tym podmiotom z własnej grupy kapitałowej). Jednym z powodów przekazania prowadzenia rejestru podmiotowi zewnętrznemu (poza towarzystwo) jest możliwość rozszerzenia oferty dla innych podmiotów (zarówno związanych kapitałowo, np. towarzystw funduszy inwestycyjnych, powszechnych towarzystw emerytalnych, jak i podmiotów spoza grupy), w tym podmiotów mniejszych, zapewniając im optymalizację kosztów.
Nazwa wzięła się z języka angielskiego (Transfer Agent) i jest kalką w odniesieniu do podstawowej funkcji: obsługi rozliczeń klientów (w zakresie transferów pieniężnych oraz zleceń).
Podstawowym zadaniem agenta transferowego jest prowadzenie rejestru uczestników funduszu inwestycyjnego oraz odpowiedniego rejestru członków w odniesieniu do funduszy emerytalnych.
Rejestr stanowi zapis księgowy wszystkich zdarzeń dotyczących udziału uczestników w funduszu, w tym np.: zawiera dane osobowe i teleadresowe oraz informacje o wszystkich transakcjach: data nabycia, liczby i ceny nabycia jednostek uczestnictwa, opłaty, data odkupienia, pobrane podatki itd.
Zgodnie z odpowiednimi przepisami rachunkowymi rejestr stanowi element ksiąg funduszu (dane analityczne w zakresie kapitału wpłaconego).
Agent transferowy obsługuje w całości rozliczenia związane z wpłatami do, i wypłatami z funduszu: przeliczaniem wpłacanych środków pieniężnych przez klientów (inwestorów) na nabywane jednostki uczestnictwa, a także zajmuje się przeliczaniem odkupywanych/zbywanych jednostek uczestnictwa oraz przyjmuje i realizuje inne dyspozycje uczestników funduszu (np. przyjmowanie pełnomocnictw, blokady, obsługa przedstawicieli klientów, zmiany danych).
Wykonywanie funkcji agenta transferowego wykonywane jest na polecenie towarzystwa zarządzającego funduszem, zgodnie z odpowiednią umową dwustronną. Towarzystwo może zlecić także inne czynności spółce wykonującej czynności agenta transferowego związane z obsługą uczestników (członków) funduszu, np:
- obsługą informacyjną dotyczącą funduszu,
- obsługą reklamacji,
- naliczaniem podatków,
- naliczaniem opłat,
- prowadzeniem systemów informatycznych obsługi uczestników/członków,
- przekazywaniem uczestnikom/członkom pism dotyczących ich transakcji i stanu posiadania, w tym i prawnie wymaganych informacji podatkowych (np. dla nierezydentów).

Funkcję agenta transferowego może pełnić firma, która (obok kompetencji księgowych) posiada odpowiedni system informatyczny (sprzęt komputerowy i oprogramowanie) mogący zapewnić sprawną obsługę od strony technicznej oraz jest w stanie zapewnić wiarygodność/prawidłowość, poufność, a także bezpieczeństwo przechowywania zgromadzonych danych.
Firma będąca agentem transferowym zapewnia kompleksową obsługę informatyczną funduszom w zakresie przetwarzania danych, prowadzi rejestr członków funduszu, przelicza otrzymane wpłaty na jednostki rozrachunkowe (jednostki uczestnictwa) oraz realizuje wypłaty transferowe. Agent transferowy dba również o to, aby zmiany dotyczące danych uczestnika funduszu były na bieżąco aktualizowane.
Agent transferowy może poszerzyć swoją ofertę obsługi funduszy o inne dodatkowe usługi, np.:
- stworzenie i prowadzenie platformy do obsługi zleceń (przekazywanych przez pośredników finansowych),
- stworzenie platformy internetowej do internetowej obsługi klientów (w tym pozwalającą składać klientowi zlecenia on-line, uzyskiwać informacji o stanie rejestru),
- prowadzenie wyceny aktywów funduszu, księgowość funduszu, prowadzenie dokumentacji do sporządzenia sprawozdań finansowych funduszu,
- prowadzenie księgowości towarzystwa,
- świadczenie usług informatycznych dla towarzystwa, w tym teleinformatycznej,
- świadczenie usług mailingowych (wysyła w imieniu funduszu/towarzystwa do klienta potwierdzenie nabycia, konwersji i umorzenia jednostek uczestnictwa/rozrachunkowych w funduszu),
- prowadzenie obsługi korespondencji w imieniu towarzystwa,
- świadczenie telefonicznej (oraz e-mailowej) obsługi klientów funduszy, prowadzenie infolinii (Centrum Obsługi Klienta) i usługi typu call center, gdzie klient ma możliwość telefonicznie (IVR) sprawdzić informacje o stanie aktualnej wartości jednostek uczestnictwa funduszy i uzyskać inne informacje,
- obsługa specyficznej sprawozdawczości (np. w związku z realizacją przepisów ustawy o zapobieganiu praniu brudnych pieniędzy[1], prowadzeniem bazy danych).

Agent transferowy może być kontrolowany przez Komisję Nadzoru Finansowego i inne instytucje państwowe. Podczas badania (i przeglądu) sprawozdań finansowych funduszy przez biegłego rewidenta agent transferowy udostępnia towarzystwu (dla audytora) swoje informacje w zakresie niezbędnym dla weryfikacji sprawozdań.
Część agentów transferowych prowadzi swoją działalność zgodnie z normami i standardami międzynarodowymi (np. SAS-70).

## Agenci transferowi w Polsce
Wybrane spółki pełniące rolę agenta transferowego w Polsce:
- Atlantic Fund Services
- Generali Finance Sp. z o.o.
- Nationale-Nederlanden Usługi Finansowe Sp. z o.o.
- Pekao Financial Services Sp. z o.o.
- PKO BP Finat Sp. z o.o.
- Pocztylion-Arka PTE SA

- ProService Finteco
- PZU Centrum Operacji SA
- UNIQA PTE
- Victoria Asset Operation Centre SA